# موزه دولتی هنرهای خاوری
موزه دولتی هنرهای خاوری یا موزه شرق (به روسی: Государственный музей Востока) واقع در مسکو، روسیه، مهم‌ترین موزه هنر کشورهای خاوری در مسکو است. این موزه دارای مجموعه بزرگی از هنر چین، ایران، هند، ژاپن، کره و قفقاز است.

## پیدایش موزه
این موزه به دستور دولتمردان اتحاد جماهیر شوروی در سال ۱۹۱۸ بنیان نهاده شد. موزه اکنون دارای بیش از صد و پنجاه هزار اثر است.
ساختمان موزه یک بنای تاریخی به نام «عمارت لونین‌ها» است که در آغاز سده نوزدهم میلادی توسط دومنیکو گیلاردی طراحی شده است.
این موزه تا سال ۱۹۲۵ موزه «هنر آسیا» نام داشت.
مدیر کنونی موزه الکساندر سدوف است.

## بخش ایران

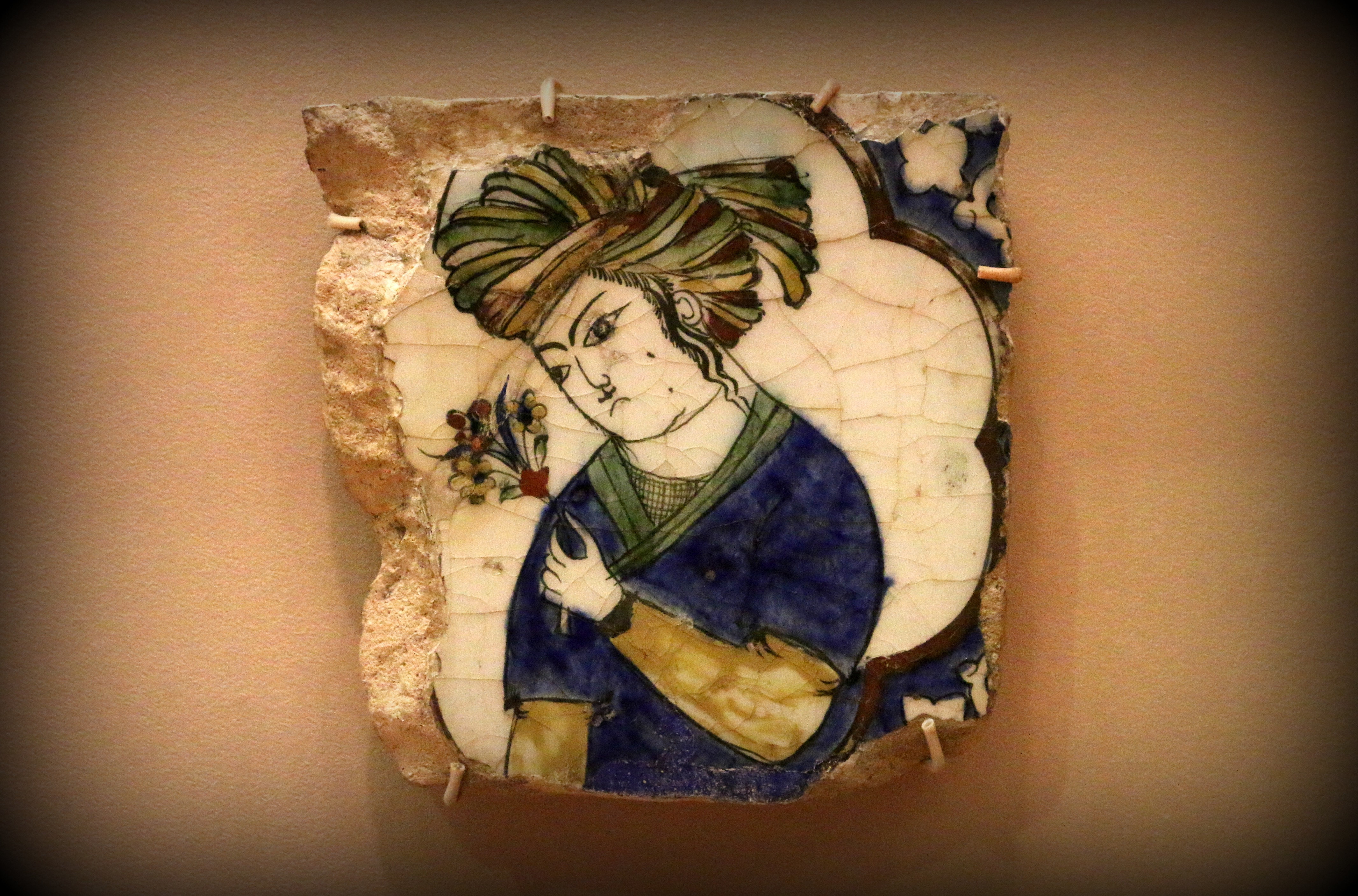
کاشیکاری دوره صفوی در موزه دولتی هنرهای خاوری، مسکو

موزه دارای مجموعه بزرگی از هنر ایران است. کاتالوگ این بخش در سال ۱۹۷۵ در لنینگراد به چاپ رسید.